# Joaquim Josep Cervino i Ferrero
Joaquím Josep Cervino i Ferrero (Tortosa, 18 de maig de 1817 - la Font de la Figuera, 21 de desembre de 1883) va ser un erudit i escriptor romàntic català, magistrat del Tribunal Suprem.

## Biografia
Cervino sempre va considerar la ciutat d'Ontinyent (la Vall d'Albaida, València) com la seva pàtria petita, tot i que en realitat va néixer fortuïtament a Tortosa el 18 de maig de 1817, per estar el seu pare, José Cervino i Encinas Lago, complint destinació a la ciutat com a tinent coronel del Regiment Ultònia. La seva mare, Maria Josefa Ferrero i Pons Ribelles, és filla d'una destacada família ontinyentina.
Quan Joaquín José Cervino comptava amb tan sols vint-i-un dies, el seu pare és destinat a Santiago de Compostel·la. Els freqüents canvis de destinació del pare, a causa de la seva professió militar, els porten a residir a la Corunya, Santander, Santoña i Valladolid, on el seu progenitor rep el retir el 1820, la qual cosa permet que la família estableixi el seu domicili a Ontinyent el març de 1821.
A la casa familiar d'Ontinyent, situada a la placeta de l'Escurà, neixen els seus sis germans, Concepció, Joan, Lluís, Vicent, Josep i Enrique. Joaquín José cursa els seus primers estudis en aquesta ciutat i més tard prossegueix la formació a València, on es llicencia en Dret el 1842. Tria l'activitat judicial i comença a treballar al Jutjat d'Ontinyent. Va ser alcalde d'aquesta vila, pren possessió del càrrec el 3 de juliol de 1843, però prompte és cridat pel seu amic i paisà d'Ontinyent, el llavors ministre de Gràcia i Justícia Sr. Lluís Maians i Enríquez de Navarra, per a ingressar en el Ministeri. El 31 març 1844 abandona l'alcaldia per traslladar-se a Madrid, fent-se càrrec de la direcció del negociat d'Escrivans, on arriba a ser sotsdirector de Registres Notarials.
El 1846 se li concedeix la Creu supernumerària que el converteix en Cavaller Comendador de Número de la Reial i Distingit Orde Espanyol de Carles III. També va ser secretari de Sa Majestat la Reina Isabel II.
El setembre del 1860 es casa amb la jove Dominica Hidalgo Romo. El matrimoni té dos fills, Marcelo i Maria dels Dolors. Malgrat la distància de la seva residència a Madrid, la vinculació amb Ontinyent continua sent estreta, ja que arriben a adquirir la finca L'Àngel a la Font de la Figuera i una altra a Ontinyent a la qual van anomenar L'Esperança.
Va treballar durament en la millora de la institució notarial, sent el veritable pare de la Llei i Reglament Orgànic del Notariat Espanyol de 1862.
El 13 març 1863 és nomenat magistrat de l'Audiència Territorial de Madrid i el 24 desembre 1874 magistrat del Tribunal Suprem. El gener de 1883 rep la Gran Creu d'Isabel la Catòlica i al mes de juliol, a petició pròpia, rep la que seria una curta jubilació, ja que cinc mesos després, el 21 desembre 1883 a l'edat de 66 anys, mor a la seua casa de L'Àngel. Les seves restes mortals descansen al cementiri municipal de la Font de la Figuera.

## Obra
La seua profunda formació humanística, el seu enginy poètic i domini de la mètrica el van portar a escriure diverses obres de variada temàtica.
Va arribar a veure representats a Madrid dos dels seus drames de tema bíblic Sara (1847) i Judith (1848). El dramaturg Manuel Tamayo valorava, el 1853, una de les seves obres: "Les tragèdies de Cienfuegos, el Pelayo del nostre gran Quintana, i l'Èdip de Martinez de la Rosa, superior de cas als de Sòfocles i Voltaire, són precioses joies de la literatura nacional; Gertrudis Gómez de Avellaneda, José Díaz i altres, han conreat aquest gènere recentment, al bellíssim drama de Cervino titulat Sara pot considerar-se, al meu entendre, com un pas molt feliç en la regeneració de la tragèdia. .. "
El 17 de febrer de 1860, en el certamen extraordinari obert per la Reial Acadèmia Espanyola per commemorar els triomfs de les armes espanyoles en la guerra d'Àfrica, Cervino va aconseguir el primer premi, amb l'epopeia La nova guerra púnica. L'accèssit el va aconseguir el poeta murcià Antonio Arnao, amb l'obra La campaña, un poema en dos cants. El lliurament de premis es va efectuar en una solemne sessió pública que va celebrar l'Acadèmia al Saló del Conservatori, i els poetes van tenir l'honor de rebre de mans de Sa Majestat, la Reina Isabel II, el premi obtingut. Cervino també va pronunciar un discurs d'agraïment a l'Acadèmia i a Sa Majestat.
Juan Valera, en carta del 24 de maig de 1860 al seu amic Gumersindo Laverde, diu: "Ahir a la nit vaig estar al solemne repartiment de premis als poetes vencedors en el certamen. La Reina mateixa els va repartir. S'hi van llegir llargs trossos de l'epopeia de Cervino, que ha obtingut el premi, i de la d'Arnao, que ha obtingut l'accèssit. l'Acadèmia, al meu veure, ha estat justíssima en la seva decisió. el poema de Cervino, tot i que artificial, que això no pot deixar de ser-ho, és un tour de force enginyós. Hi ha trossos veritablement homèrics per la senzillesa i naturalitat i per la dignitat èpica amb què es pinten les coses més prosaiques i vulgars i se citen els noms que es dirien menys a propòsit per ajustar-se al metre heroic ". Julián Jueries. "Don Joan Valera i don Gumersindo Laverde. Fragments d'una correspondència inèdita". 1917.
Va freqüentar algunes de les més reconegudes tertúlies literàries madrilenyes, com les realitzades a la mansió del seu amic el marquès de Molins, les de casa de Manuel Cañete i les de Martínez de la Rosa, així com les del Parnasillo, en les quals va tenir tracte freqüent amb literats de la seva època com el duc de Rivas, Hartzenbusch, de la Rada, Bretón de los Herreros, Rosell, Vega, Ferrer del Río, Selgas, Juan Valera, Miguel Agustí, i Gertrudis Gómez d'Avellaneda, a la qual ell mateix va tancar-li els ulls en el moment de la seva mort, envoltada de família i amics, el 1873.

## Publicacions

### Poemaris
- "La Virgen de los dolores" (1848), editat a Mèxic el 1855
- "La nueva guerra púnica" (1860), cant èpic
- Oda a la Fe, cant èpic
- Oda a las bodas de Caná
- "La victoria de Bailén" (1851)
- "La pasión: romance" (1863)
- La mallorquina (1876)

### Novel·les
- Tabita" (1856)
- Claudia Prócula
- El anciano de Jerusalem

### Teatre
- Sara (1847)
- Judith (1848)

I va participar, juntament amb algunes de les seves amistats literàries, en obres com:
- Las cuatro navidades (1857)
- El romancero de la guerra de Africa, del Marqués de Molins (1860), vegeu romanç IV

El 1860 escriu, per ser declamades a les festes de Moros i Cristians d'Ontinyent:
- Las embajadas el moro y del cristiano[3].

Són una representació simbòlica de l'enfrontament entre les dos cultures, una lluita que acaba amb l'agermanament dels dos bàndols.

## Premis literaris
- 1860: Primer premi al Certamen Extraordinari obert per la Reial Acadèmia Espanyola per commemorar els triomfs de les armes espanyoles en la guerra d'Àfrica. Isabel II va imposar-li la medalla d'or pel poema premiat "La nova guerra púnica", o "Espanya al Marroc".
- 1876: Primer premi al Certamen obert per l'Ajuntament Constitucional de València per a celebrar al Rei En Jaume el Conqueridor en el sisè centenari de la seva mort, pel seu cant èpic "La mallorquina".